# فهرست دهانه‌های برخوردی آمریکای جنوبی

## دهانه‌های برخوردی پذیرفته شده
فهرست دهانه‌های برخوردی آمریکای جنوبی همهٔ دهانه‌های برخوردی پذیرفته شده در فهرست دادگان برخوردهای زمین را در بر می‌گیرد. این دهانه‌ها همگی از برخورد شهاب‌سنگ‌ها یا دنباله‌دارهای بزرگ با زمین پدید آمده‌اند. از آنجایی که بیشتر این دهانه‌ها در گذر زمان دچار فرسایش شده یا در زیر خاک پنهان شده‌اند قطر گزارش شده در اینجا برآورد قطر لبهٔ اصلی بوده و ممکن است با ویژگی‌های جایگاه کنونی دهانه همخوانی نداشته باشد.
| نام            | جایگاه   | قطر          | سن (سال)             | مختصات                                              |
| -------------- | -------- | ------------ | -------------------- | --------------------------------------------------- |
| آراگواینا      | برزیل    | ۴۰ کیلومتر   | ۲۴۴٫۴۰ ± ۳٫۲۵ میلیون | ۱۶°۴۷′ جنوبی ۵۲°۵۹′ غربی / ۱۶٫۷۸۳°جنوبی ۵۲٫۹۸۳°غربی |
| کامپو دل سیلو  | آرژانتین | ۰٫۰۵ کیلومتر | <۴۰۰۰                | ۲۷°۳۸′ جنوبی ۶۱°۴۲′ غربی / ۲۷٫۶۳۳°جنوبی ۶۱٫۷۰۰°غربی |
| منتوراکی       | شیلی     | ۰٫۴۶ کیلومتر | <۱ میلیون            | ۲۳°۵۶′ جنوبی ۶۸°۱۶′ غربی / ۲۳٫۹۳۳°جنوبی ۶۸٫۲۶۷°غربی |
| حلقه ریکائو    | برزیل    | ۴٫۵ کیلومتر  | <۲۰۰ میلیون          | ۷°۴۳′ جنوبی ۴۶°۳۹′ غربی / ۷٫۷۱۷°جنوبی ۴۶٫۶۵۰°غربی   |
| ریو کوارتو     | آرژانتین | ۴٫۵ کیلومتر  | <۱۰۰٬۰۰۰             | ۳۲°۵۳′ جنوبی ۶۴°۱۴′ غربی / ۳۲٫۸۸۳°جنوبی ۶۴٫۲۳۳°غربی |
| سرا دا کانگالا | برزیل    | ۱۲ کیلومتر   | <۳۰۰ میلیون          | ۸°۵′ جنوبی ۴۶°۵۲′ غربی / ۸٫۰۸۳°جنوبی ۴۶٫۸۶۷°غربی    |
| گنبد وارگیائو  | برزیل    | ۱۲ کیلومتر   | <۷۰ میلیون           | ۲۶°۵۰′ جنوبی ۵۲°۷′ غربی / ۲۶٫۸۳۳°جنوبی ۵۲٫۱۱۷°غربی  |
| ویستا آلگره    | برزیل    | ۹٫۵ کیلومتر  | <۶۵ میلیون           | ۲۵°۵۷′ جنوبی ۵۲°۴۱′ غربی / ۲۵٫۹۵۰°جنوبی ۵۲٫۶۸۳°غربی |

## دهانه‌های برخوردی پذیرفته نشده
دهانه‌هایی که در اینجا فهرست شده‌اند گمان می‌رود دهانه‌های برخوردی باشند ولی نشانه‌های یافت شده صددرصد نیستند و به همین دلیل در دادگان برخوردهای زمین پذیرفته نشده‌اند.
| نام           | جایگاه          | قطر         | سن             | مختصات                                                        |
| ------------- | --------------- | ----------- | -------------- | ------------------------------------------------------------- |
| کلونیا        | برزیل           | ۳٫۶ کیلومتر | ۱ تا ۲۰ میلیون | ۲۳°۵۲′۱۵″ جنوبی ۴۶°۴۲′۳۰″ غربی / ۲۳٫۸۷۰۸۳°جنوبی ۴۶٫۷۰۸۳۳°غربی |
| ایتورالد      | بولیوی          | ۸ کیلومتر   | ۱۱ تا ۳۰ هزار  | ۱۲°۳۵′ جنوبی ۶۷°۴۰′ غربی / ۱۲٫۵۸۳°جنوبی ۶۷٫۶۶۷°غربی           |
| El Sauce      | نئوکن, آرژانتین | ۲۰ کیلومتر  | ؟              | ۳۹°۰۶′ جنوبی ۶۹°۵۷′ غربی / ۳۹٫۱۰۰°جنوبی ۶۹٫۹۵۰°غربی           |
| ساختار ویچادا | کلمبیا          | ۵۰ کیلومتر  | ۳۰ میلیون      | ۴°۳۰′ شمالی ۶۹°۱۵′ غربی / ۴٫۵۰۰°شمالی ۶۹٫۲۵۰°غربی             |